# 1854 ve fotografii
Tento článek obsahuje významné fotografické události v roce 1854.

## Události
- André-Adolphe-Eugène Disdéri zavedl takzvané carte de visite („vizitky“). Disdéri vyrobil rotační fotoaparát, který uměl udělat osm různých obrázků na jedno políčko negativu. Po vytištění na albumenový papír byly obrázky rozstřiženy na malé portréty, nalepeny na karton a používány jako navštívenky.
- Alexander Parkes poprvé patentoval celuloid jako vodě odolný materiál pro tkané textilie.
- 15. listopadu – v Paříži vznikla fotografická společnost Société française de photographie. Založili ji Hippolyte Bayard, Alexandre Edmond Becquerel, Eugène Durieu, Edmond Fierlants, Jean-Baptiste Louis Gros, Gustave Le Gray, Henri Victor Regnault ad.

## Narození v roce 1854
- 11. června – Bertha Vyverová, anglická spisovatelka a fotografka († 20. listopadu 1941)
- 10. srpna – Frances Stebbins Allenová, americká fotografka († 14. února 1941)
- 19. září – George Davison, anglický fotograf († 26. prosince 1930)
- 13. října – Antonin Personnaz, francouzský fotograf († 31. prosince 1936)
- 23. října – Fridrich Ludvig Germanovič Šrader, ruský fotograf († 1931)
- 31. října – Geraldine Moodie, kanadská fotografka († 4. října 1945)
- ? – Domenico Anderson, italský fotograf († 1. ledna 1938)
- ? – Alfred Ellis, anglický divadelní fotograf († 1930)
- ? – Maruki Rijó, japonský fotograf († 1923)
- ? – Mišima Tokiwa, japonský fotograf († 1941)
- ? – Marie Hartigová Kendallová, americká fotografka francouzského původu, její portrétní fotografie a krajiny dokumentovaly oblast Norfolku ve státě Connecticut koncem 19. a začátkem 20. století († 1943)
- ? – Jeanie Welfordová, britská fotografka a první členka britského cyklistického klubu, provozovala fotoateliéry v Londýně, Birminghamu a Rottingdeanu (8. prosince 1854 – 22. srpna)
- ? – Elisabeth Helmerová, norská fotografka působící v Grimstadu, studovala u fotografky Louise Abel v Christianii. Helmerová sama měla několik studentů, včetně Gunhildy Larsenové, která se později stala její obchodní partnerkou a nakonec společnost v roce 1912 převzala. ( 24. října 1854 – 10. dubna 1920)

## Úmrtí v roce 1854
- 13. dubna – Julia Shannonová, první známá profesionální fotografka v Kalifornii (* 1812)